# Michael Barne
Michael « Mik » Barne (1877, Beccles — 31 mai 1961) est un explorateur polaire qui fut le dernier survivant de l'expédition Discovery (1901-1904).

## Biographie
Barne est né à Sotterley Park, Beccles, dans le Suffolk en 1877. Il a étudié à la Stubbington School afin d'intégrer la Royal Navy, où il est entré comme aspirant en 1893. En 1898, il a été affecté à bord du HMS Porcupine.
Ayant impressionné Robert Falcon Scott alors qu'ils servaient ensemble sur le HMS Majestic, Scott le nomma sous-lieutenant pour l'expédition Discovery (1901-1904) en 1901. En dépit d'engelures, Barne a fait de nombreuses notes tout au long de ses trois ans avec l'expédition, à la fois sur les conditions générales en Antarctique et ses spécialités (le magnetisme et les sondages). Scott dira de lui qu'il avait une bonne capacité à apaiser les tensions. Il a découvert le Barne Inlet, a environ 29 km sur le côté ouest de la barrière de Ross, qu'il nomma d'après lui. Le cap Barne et le glacier Barne porte également son nom. Il a reçu la médaille polaire pour sa contribution à l'expédition.
Se mariant à son retour de l'Antarctique, Barne repris le service actif avec le commandement de la Coquette, mais correspondra toujours avec Scott sur les modes de transport pour les futures expéditions.
Au cours de la Première Guerre mondiale, il a reçu l'Ordre du Service distingué alors qu'il commandait le Monitor M27. Il prit sa retraite en 1919 avec le grade de capitaine. Au cours de la prochaine guerre mondiale, Barne est sorti de la retraite pour commander une patrouille de lutte anti-sous-marine.